# Бонкур (Ер и Лоар)
Бонкур (фр. Boncourt) насеље је и општина у централној Француској у региону Центар (регион), у департману Ер и Лоар која припада префектури Дре.
По подацима из 2011. године у општини је живело 276 становника, а густина насељености је износила 74,39 становника/km². Општина се простире на површини од 3,71 km². Налази се на средњој надморској висини од 70 метара (максималној 125 m, а минималној 62 m).

## Демографија
| 1962. | 1968. | 1975. | 1982. | 1990. | 1999. | 2011. |
| ----- | ----- | ----- | ----- | ----- | ----- | ----- |
| 128   | 132   | 145   | 124   | 191   | 239   | 276   |

График промене броја становника у току последњих година